# ويلبرت فرايزر
ويلبرت فرايزر (بالإنجليزية: Wilbert Frazier)‏ مواليد 24 أغسطس 1942 في مندن، هو لاعب كرة سلة أمريكي معتزل. بدأ مسيرته الاحترافية في سنة 1965. تم اختياره من قبل فريق غولدن ستايت ووريورز خلال الدرافت. يبلغ طوله 6 قدم 7 بوصة (2.0 م). اعتزل اللعب في 1970. لعب مع غولدن ستايت ووريورز وبروكلين نتس.

## روابط خارجية
- ويلبرت فرايزر على موقع إن بي أي (الإنجليزية)
- ويلبرت فرايزر على موقع سبورتس رفرنس (الإنجليزية)
- ويلبرت فرايزر على موقع ريلجم (الإنجليزية)
- ويلبرت فرايزر على موقع بروبوليرز (الإنجليزية)